# 林賈尼火山
林賈尼火山是印度尼西亞的火山，位於由西努沙登加拉省負責管轄的龍目島，海拔高度3,726米，與日本富士山相若，是印尼第二高的火山、印尼群島第三大高山及全球排名38的地形突起度高峰。該高峰也是西努沙登加拉省的最高點。
破火山口呈橢圓形，長6公里、闊8.5公里，部分被水深約200米的、名為塞加拉阿納克湖的火山湖覆蓋，湖面高度約海拔2,000米，破火山口也有溫泉。這個湖泊和山脈對薩萨克人和印度教徒而言是神聖的，並且是宗教儀式的舉行地點。
1257年一次大規模的火山爆發，導致全球性的氣候寒冷與作物欠收。
2018年4月，破火山口一帶獲聯合國教科文組織列為世界地質公園網絡的一員。

## 地理
龍目島是小巽他群島之一，這個小群島從西到東由巴厘島、龍目島、松巴哇島、弗洛勒斯島、松巴島和帝汶島組成；它們都位於澳大利亞大陸架的邊緣。該地區的火山是由於海洋地殼的作用及大陸架本身的運動而形成的。林賈尼火山是印尼至少129座活火山之一，其中四座屬於巽他岛弧溝系統的火山，構成了環太平洋火山帶的一部分——一段從西半球穿過日本和東南亞的斷層線。
龍目島和松巴哇島位於巽他岛弧的中部。巽他岛弧是世界上一些最危險和爆發力最強的火山所在地。松巴哇島上的坦博拉火山爆發在1815年4月15日記錄到了史上最大的火山爆發強度，達到火山爆發指數（VEI）7級。
高地被森林覆蓋且大多未經開發，低地則高度耕種。水稻、大豆、咖啡、煙草、棉花、肉桂、可可、丁香、木薯、玉米、椰子、椰子核、香蕉和香草是這個島上肥沃土壤中主要種植的作物。山坡上居住著薩萨克人原住民。林賈尼火山周圍還有一些基本的旅遊相關活動，主要集中在塞納魯村或其附近。

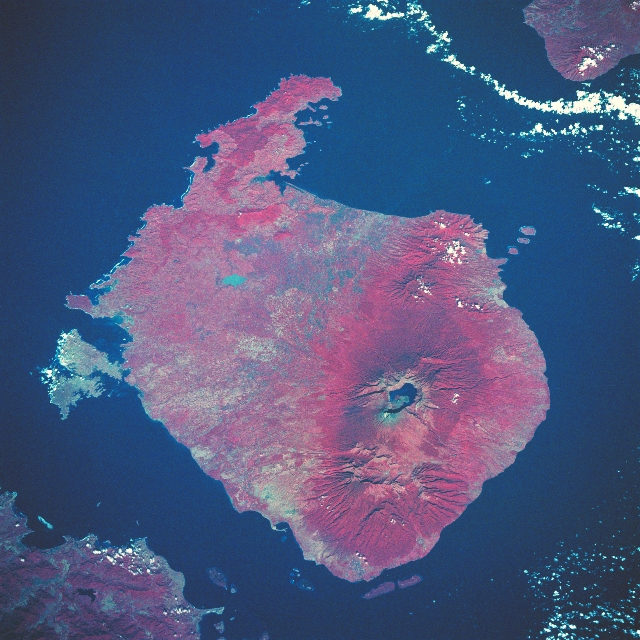
龍目島與林賈尼火山衛星圖

位於龍目島的林賈尼火山海拔3,726米（12,224英尺），高度僅次於蘇門答臘的葛林芝火山，在印尼所有火山中排名第二。從東部看，林賈尼呈現出陡峭的圓錐形輪廓，但複合火山的西部被一個6乘8.5公里、橢圓形的塞加拉阿納克破火山口截去了一部分。破火山口西半部含有一個深達230米的湖泊，其新月形狀是由於破火山口後期錐體巴魯賈里在破火山口東端增長所形成。

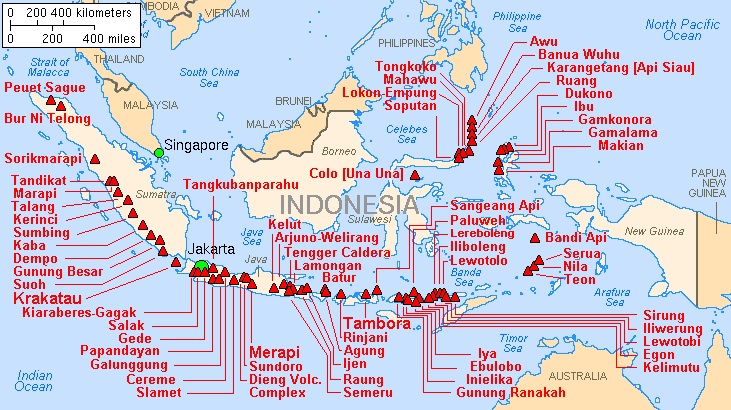
印尼火山地圖